# エテロの娘たちを守るモーセ
『エテロの娘たちを守るモーセ』（エテロのむすめたちをまもるモーセ、伊: Mosè difende le figlie di Jetro、英: Moses Defends Jethro's Daughters）は、イタリア・マニエリスム期の画家ロッソ・フィオレンティーノに帰属される絵画で、1523–1527年ごろにキャンバス上に油彩で制作された。1632年にメディチ家のコレクションに入り、現在、フィレンツェのウフィツィ美術館に所蔵されている。主題は『旧約聖書』から採られており、モーセが義理の父であるエテロの7人の娘たちを守ったという逸話を描いている。

## 歴史
ジョルジョ・ヴァザーリの『画家・彫刻家・建築家列伝』によれば、この絵画はジョヴァンニ・バンディ―ニ (Giovanni Bandini)  のために、「モーセがエジプトにいた時の物語に登場する、何人かのとても美しい「イニューディ」(本来、「イニューディ＝ignudi」とは裸体像を意味し、システィーナ礼拝堂に描かれたミケランジェロの裸体像がこの名で呼ばれた) のあるキャンバス画として制作され…私は、フランスで委嘱されたものと考えている」とのことである。その後、作品は1530年ごろ、フランス王フランソワ1世に送られた。 1588年までに作品は、ドン・アントニオ・デ・メディチの所有品の一部としてカシーノ・ディ・サン・マルコにあった。作品は、ガエターノ・ミラネージにより最初にヴァザーリの記述につながった。
この作品がフランスに送られた原作であるかどうかは不明である。また、アントニオ・ナターリは、本作は原作の正確な複製であるという説を立てている。しかし、ウフィツィ美術館では、本作はフランスに送られた原作で、1568年から1588年の間にフィレンツェに戻されたものだとしている。

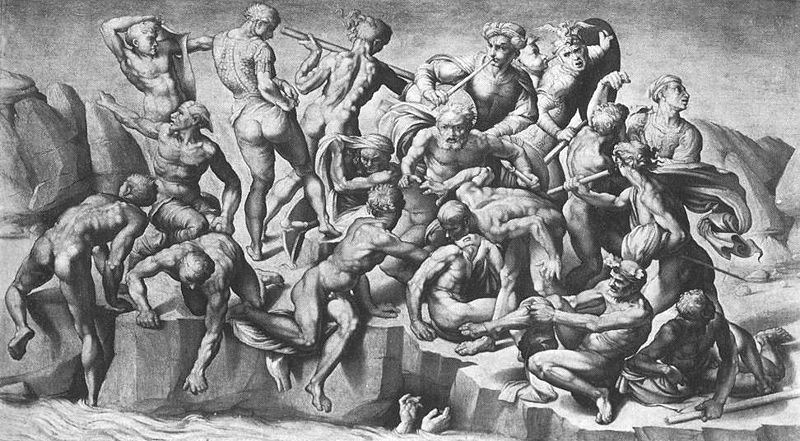
ジュリアーノ・ダ・サンガッロによるミケランジェロ『カッシナの戦い』の複製

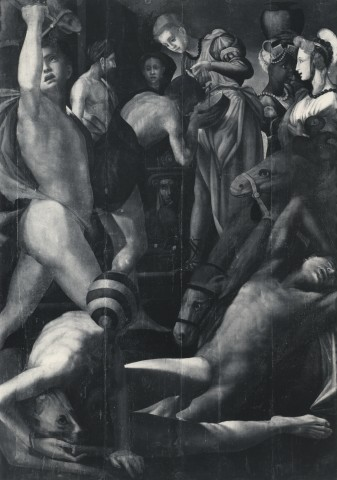
『井戸端のレベッカ』

本作が原作でないという可能性は否定できない。原作は失われた可能性がある。1995年の本作のリフレクトグラフィー調査によると、下絵の素描はあまりよくない上、いくつかの部分、特に男性の身体像は、質の劣る職人芸 (羊の部分に見られる) ではなくとも、ある種の荒い描き方を示し、未完の部分 (左端中景の芝と石の間) もある。画家のフランス滞在前には決して使われることのなかったキャンバスの支柱もまた、疑問を投げかけている。作品には、ロッソ自身ではない、異なる複数の画家の存在が見出される。彼らは、未完の部分を完成させるために必要とされた可能性がある。あるいは、彼らは、この絵画をロッソの失われた原作の複製としたのかもしれない。
1523年ごろという制作年は、サン・ロレンツォ聖堂にある『聖母の結婚 (Marriage of the Virgin) 』との色彩的関連性によるものである。しかし、ゴールドシュミット (Goldschmidt) とぺヴズナー (Pevsner) はもう少し遅い時期、おそらくローマ時代の作であると提唱している。ウフィツィ美術館では、ロッソがローマを去る直前の1527年ごろの制作であるとしている。
絵画の構想は確実に、現存しないミケランジェロの『カッシナの戦い』の下絵に見られる、動きに満ちた裸体像の豊富なアイデアに影響を受けている。また、やはり現存しないレオナルド・ダ・ヴィンチの『アンギアーリの戦い』の強い表現力にも影響を受けている。これら両作は、フィレンツェのヴェッキオ宮殿にある「500人広間」 のために制作されたものである。
なお、本作と対になる『井戸端のレベッカ』 (National Museum of the Royal Palace、ピサ) があるが、ジョヴァンニ・アントニオ・ラッポーリに帰属される作品で、確実にロッソの作品の複製である。

## 作品
絵画は、『旧約聖書』の「出エジプト記」(I, 16–22)  の逸話を表している。ミディアン (西アジアの地域)の地の祭司エテロの7人の娘たちが父親の羊の群れに水をやるために井戸から水を汲んでいると、ミディアンの羊飼いたちに邪魔をされた。羊飼いたちは自身の羊たちに水をやるために娘たちを利用しようとしたが、近くに座っていた若いモーセが羊飼いたちを脅し介入して、彼らはあきらめた。褒章として、モーセはチッポラにより7人の娘たちの1人を妻として与えられた。
フィレンツェの人文主義者たちのサークルでは、ユダヤ人の作家フィロンが1世紀に著した『モーセの生涯』のために、モーセの物語は人気があった。ロッソは、道徳的、哲学的な含蓄のあるこの著作を知っていたにちがいない。
絵画は、非常に独自の構図体系を有している。預言者モーセは、羊飼いたちを追い払うことにおいて非常に活動的かつ暴力的役割を持っている。事実、構図の中心にいる半裸のモーセは激怒しているようで、敵の身体に襲いかかっている。ムニャイーニ (Mugnaini、1994年)  によれば、絵画は、若い時期のモーセのさらに2つの出来事を含んでいる可能性がある。それらは、ユダヤ人女性を襲ったエジプト人の殺害 (「出エジプト記」 I, 11–12)  と、2人のユダヤ人の喧嘩を止めさせる介入 (「出エジプト記」 I, 13–15) である。ウフィツィ美術館によると、絵画は、ユダヤ人女性を襲ったエジプト人を殺害した後、砂漠に逃げたモーセがミディアンの井戸で羊飼いたちからエテロの娘たちを守っている場面である。
前景には、大胆に前面短縮法を施された裸体像がもつれ合っている。ほとんど裸のヘラクレス的な人物はモーセであり、地面に横たわっている羊飼いたちと格闘している。モーセは後景でもふたたび登場し、身体に纏わりついたベールを風になびかせ左のほうに走っているが、その姿は古代ギリシア・ローマ美術からの引用である。彼は、胸を露わにし、肌に張りついている濡れている衣服を身に着けている、モーセの将来の妻セフォラ (Sephora) のほうに向かっており、羊飼いたちの追放を宣言している。近くのすぐに到達できる位置には、羊たちと井戸の縁が見える。画面上部右側空を表すわずかな空間には町の家々が連なっており、エテロの娘たちが怖がって、そちらに逃げている。
場面は基本的に3層構造になっており、並行する3つの層を垂直に配列している。しかし、層の区分は複雑で、連続する事物がそれらの層を結び付けており、伝統的なルネサンスの均衡を崩している。人物像の造形的な積み重ねは、奥へ向かっているか上昇しているのかはっきりしない。補色がしばしば並置され、幾何学的形体は多種多様である。それにより、空間の奥行き感と彫塑的ヴォリューム感が、はっきりとした反古典主義的方向へと放棄されることにつながっている。なお、前面の大胆な短縮法で身を屈めている人物像は、ブロンズィーノのようなフィレンツェのマニエリスム画家たちの重要な霊感源となるものである。
また、本作に見られる平行な面の配置、抽象的な色彩感覚、そして、顔を仮面のように簡略化する非写実主義には、驚くべき近代性が見られる。ドイツの美術史家マックス・フリードレンダーは、本作を全ルネサンスを通じて最も驚くべき現象であると断じている。